# Col du Marais
Der Col du Marais ist ein 843 Meter hoher Gebirgspass in den französischen Alpen. Er befindet sich in der Region Auvergne-Rhône-Alpes im Département Haute-Savoie und verbindet über die D12 die Gemeinden Thônes im Norden mit Saint-Ferréol im Süden. Die Passhöhe befindet sich in der Gemeinde Serraval und ist nach der Siedlung Le Marais benannt.

## Streckenführung
Die Nordauffahrt beginnt in Thônes und führt bei moderater Steigung entlang des Fier nach Les Clefs. Hier wird nach drei gefahrenen Kilometern der steilste Abschnitt erreicht, der bei rund 6 % liegt. Die weitere Streckenführung orientiert sich an dem Ruisseau de Champfroid und führt bei unter 4 % über die verbleibenden drei Kilometer auf die Passhöhe. Insgesamt weist die Nordauffahrt eine durchschnittliche Steigung von 3,2 % auf. Die deutlich längere Südauffahrt von Saint-Ferréol lässt sich in drei Teile aufteilen. Zunächst verlaufen die ersten vier Kilometer mit einer Steigung von über 5 %, ehe die Straße abflacht und für einen Kilometer leicht abschüssig durch La Sauffaz führt. Nun beginnt die Straße erneut zu steigen und weist für einen Kilometer erneut eine durchschnittliche Steigung von rund 5 % auf. Im Anschluss erreicht man Serraval, von wo aus die letzten drei Kilometer mit einem Steigungsschnitt von unter 4 % auf die Passhöhe führen. Insgesamt weist die Südauffahrt ebenfalls eine durchschnittliche Steigung von 3,2 % auf.
Neben den beiden klassischen Auffahrten kann der Col du Marais auch über den höheren Col de l’Épine (947 m) erreicht werden. Dieser führt über die D162, die bei Serraval in die Südauffahrt mündet.

## Tour de France
Die Erstbefahrung der Tour de France erfolgte im Jahr 1957 auf der 10. Etappe von der Nordseite. In den Jahren 1964 und 1973 folgten weitere Überquerungen aus Richtung Norden, ehe im bei der Tour de France 1994 erstmals die Südseite in Angriff genommen wurde. Mit einer Bergwertung der 3. Kategorie wurden erstmals Punkte auf der Passhöhe vergeben. Ein Jahr später stand erneut die Nordauffahrt von Thônes auf dem Programm, wobei diese nun als Bergwertung der 4. Kategorie galt. Im Jahr 1999 wurde sogar eine Bergwertung der 3. Kategorie vergeben, ehe die Organisatoren im Jahr 2007 wieder zur niedrigeren Bewertung zurückkehrten. Die bisher letzte Befahrung des Col du Marais fand im Jahr 2013 ohne Bergwertung statt. Die Strecke führte jedoch zunächst über den nahegelegenen und höheren Col de l’Épine (1. Kategorie).
Bei der Tour de France 2023 soll erneut die klassische Südauffahrt auf der 15. Etappe absolviert werden. Bergwertung wird jedoch erneut keine ausgefahren.
| Jahr | Etappe     | Bergwertung  | Erster am Gipfel  | Auffahrt |
| ---- | ---------- | ------------ | ----------------- | -------- |
| 1994 | 18. Etappe | 3. Kategorie | Arturas Kasputis  | Süd      |
| 1995 | 09. Etappe | 4. Kategorie | Richard Virenque  | Nord     |
| 1999 | 09. Etappe | 3. Kategorie | Dmitri Konyschew  | Nord     |
| 2007 | 08. Etappe | 4. Kategorie | Stefan Schumacher | Nord     |